# Paul Robinson (fotbalista, 1979)
Paul William Robinson (* 15. října 1979 Beverley, East Riding of Yorkshire) je bývalý anglický profesionální fotbalista, který hrál na postu brankáře za kluby Leeds United FC, Tottenham Hotspur FC, Blackburn Rovers FC a Burnley FC.
V letech 2003 až 2007 odehrál za anglickou fotbalovou reprezentaci 41 zápasů.